# Langston Hughes
Langston Hughes (Joplin, Misuri, 1902-Nueva York, Nueva York, 1967) fue un poeta, novelista y columnista estadounidense. Se le conoce más por su vinculación al Renacimiento de Harlem, del que fue uno de sus impulsores.

## Biografía

### Primeros años
El nombre completo de Langston Hughes es James Mercer Langston Hughes. Nació el 1 de febrero de 1902 en Joplin, hijo de James Nathaniel Hughes y  Carrie Langston Hughes. Su padre abandonó a su mujer y se marchó a Cuba y luego a México debido al racismo imperante en los Estados Unidos. Después de la separación, Hughes vivió con su madre y su abuela, que murió poco antes de que se mudaran a Cleveland, después de haber pasado el ya por una docena de ciudades. Las leyendas que contaba su abuela tuvieron un gran impacto en Hughes. A través de ellas descubrió la tradición oral afroamericana que le hizo sentirse orgulloso de su raza. 
Pasó la mayor parte de infancia en Lawrence, Kansas. En adelante, viviría solo con su madre, la cual se había vuelto a casar, en Lincoln, Illinois, y en Cleveland, Ohio, hasta entrar en la Universidad de Columbia y comenzar la época de Harlem.

### Educación
Mientras estaba en la escuela elemental, en Illinois, fue nombrado poeta de la clase, porque (como él mismo cuenta más tarde) existía en América el estereotipo de que todos los afroamericanos nacían con un gran sentido del ritmo. 

Fui una víctima del estereotipo; solamente había dos chicos negros en la clase, y el profesor de Inglés siempre estaba remarcando la importancia que tenía el ritmo en la poesía. Bien, todo el mundo sabe (menos nosotros) que todos los negros tienen un gran sentido del ritmo, así que me hicieron poeta de la clase.

## Comenzó a escribir para elperiódicoescolar
Estando aún en el instituto, en Ohio, editó el anuario y comenzó a escribir sus primeros relatos, poesías y obras de teatro. Un ejemplo de esto es su primera poesía incorporando jazz, When Sue Wears Red o The Negro Speaks of Rivers, uno de sus poemas más conocidos. Fue en esta época cuando descubrió su amor por las letras y descubrió a los autores que más influirían en su escritura: Paul Laurence Dunbar y Carl Sandburg. 
En 1919 Hughes vivió durante un tiempo con su padre en México, pero la relación entre ellos era tan traumática que Hughes contempló el suicidio al menos una vez. Sin embargo, al acabar el instituto volvió México tratando que su padre le financiara los estudios en la Universidad de Columbia. Hughes cuenta en The Big Sea cómo, mientras viajaba a México, solía pensar sobre su padre y la extraña aversión que este tenía hacia su propia gente. 

No podía entenderlo, porque yo soy afroamericano, y me gustan mucho los afroamericanos.

 Inicialmente, su padre esperaba que Langston fuera a la Universidad para estudiar ingeniería, pero no en Estados Unidos. En estos términos, estaba dispuesto a financiar los estudios de su hijo, pues no aprobaba de su deseo de ser escritor.  Eventualmente, Hughes y su padre llegaron a un acuerdo:  Langston estudiaría ingeniería, pero en Columbia. 
En la universidad, Hughes mantuvo una media de notas bastante buena, pero abandonó en 1922 a causa de los prejuicios raciales dentro de la institución, y porque sus intereses se tornaban más hacia su vecindario de Harlem y lo que se cocía allí. Después de esto, ya sin financiación, Hughes viajó durante un par de años por África y América como marino, tras lo cual se estableció de nuevo en Harlem.

### Vida laboral

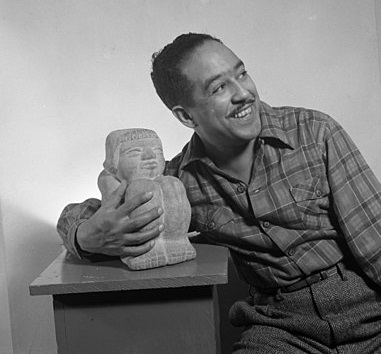
Langston Hughes en 1943

Pasó por varios empleos antes de servir por un breve tiempo como tripulante a bordo del S.S. Malone en 1923, con el que pasó seis meses vajando a África occidental y a Europa, donde abandonó el barco para irse a París. Allí conoció a los escritores de la llamada Generación perdida, Ernest Hemingway y F. Scott Fitzgerald. 
En noviembre de 1924, Hughes regresó a los EE. UU. para vivir con su madre en Washington, D.C, entrando a trabajar como ayudante personal del historiador Carter G. Woodson, de la Asociación para el estudio de la vida y la historia de los afroamericanos, trabajo que abandonó para trabajar en un hotel. Allí conoció al poeta Vachel Lindsay, que publicó su descubrimiento de un nuevo poeta negro, lanzándole a la fama. 
En 1926 Hughes ingresa en la universidad de Lincoln, graduándose en Arte en 1929 y consiguiendo el doctorado en 1943. En 1963 fue nombrado doctor honoris causa por la universidad de Howard.
A excepción de algunos recorridos por el Caribe, no volvió a salir de Harlem, donde murió el 22 de mayo de 1967, por cáncer de próstata, a la edad de 65 años. Sus cenizas están bajo un medallón del auditorio que lleva su nombre en el Arthur Schomburg Center for Research in Black Culture de Harlem.

## Renacimiento de Harlem
Aunque Langston Hughes alcanzó la fama como poeta del Renacimiento de Harlem, no se debe restringir la amplitud de su obra a este periodo o este género, aun cuando no cabe duda alguna sobre la importancia que tuvo en darle forma. Además de poeta, fue novelista, columnista, escritor de teatro y ensayista, y aunque su temática está muy influenciada por Harlem la experiencia de sus viajes también constituye una de las fuentes de su estilo. 
Una de las características más relevantes del Renacimiento de Harlem (en su influencia posterior) es la imitación de los sonidos e improvisaciones del jazz en la poesía Jazz poetry, como los ritmos sincopados. Los pioneros en adaptar los ritmos del jazz y los estribillos a la poesía fueron Carl Dunbar y Langston Hughes, ambos muy involucrados en la extensión del orgullo racial y la conservación de la tradición afroamericana. Comenzaron a estudiar como añadir a poesía ritmos del jazz, el blues y otros tipos de música afroamericana, como la canción espiritual.  Buscaban con esto dar una forma  distintiva a su poesía, componiendo poemas como Weary Man Blues (el blues del hombre cansado), que adaptan ritmo, terminología y temática musical.
La jazz poetry vuelve a resurgir dos décadas más tarde con la generación beat, y contemporáneamente en la música rap, que también hace uso de estos ritmos sincopados.

## Langston Hughes, Hispanoamérica y España

### México y Cuba
Desde muy joven Hughes se sintió atraído por la cultura hispánica en general y por la española en particular. Cuando tenía solo seis años  acompañó a su madre  a visitar a su padre en Toluca (México) en un intento fallido de la pareja por recomponer el matrimonio. Once años después, en 1919, vuelve a México llamado por su padre y al año siguiente repite el viaje, aunque padre e hijo nunca llegaron a reconciliarse. Pero en México aprendió a hablar español, leyó y admiró a autores  españoles como Cervantes, Blasco Ibáñez, Pío Baroja y García Lorca. La última vez que visitó México fue en 1934, con ocasión del fallecimiento de su padre. En esta estancia conoció y trató al folklorista Andrés Henestrosa, al fotógrafo francés Henri Cartier-Bresson y a escritores como Salvador Novo, Carlos Pellicer, Xavier Villaurrutia o José Gorostiza. Especial relación mantuvo con los grandes muralistas mexicanos Orozco, Siqueiros y Diego Rivera. Años más tarde Hughes recordaría esa estancia mexicana como una de las mejores épocas de su vida.[cita requerida]
También visitó Cuba, al menos en cuatro ocasiones. La más significativa fue en 1930, cuando algunos poemas suyos habían sido traducidos ya al español por Fernández de Castro. Entonces conoció y trató asiduamente, entre otros, al poeta Nicolás Guillén. Fruto de esta estancia es la traducción al inglés de poemas del propio Guillén y de otros escritores cubanos. Con ocasión de la que sería su última visita a la isla, en 1931, escribiría su conocido poema antiimperialista “To the Little Fort of San Lazaro on the Ocean Front, Habana”.

### España
Pero la estancia que resultó más decisiva en su vida fue la que hizo a España en 1937 como corresponsal del periódico Baltimore Afro-American para informar a la sociedad norteamericana de la realidad de la guerra civil española y especialmente sobre los negros norteamericanos enrolados en las Brigadas Internacionales. Antes de su venida a España ya Hughes se había manifestado en defensa de la República amenazada y había escrito un poema antibélico, “Song of Spain”. Debido a la neutralidad oficial del gobierno de los Estados Unidos ante la guerra de España, Hughes viajó a España a través de Francia y en París tuvo ocasión de asistir al II Congreso Internacional de Escritores,[cita requerida] que reunió a intelectuales antifascistas de toda Europa. En compañía de Nicolás Guillén, Hughes llegó a España en agosto de 1937 y, tras una corta estancia en Barcelona y Valencia, llegaron a Madrid, donde fueron instalados en la sede de la Alianza de Intelectuales Antifascistas para la Defensa de la Cultura, que dirigía José Bergamín y de la que era secretario Rafael Alberti. Así comenta Hughes su instalación en Madrid:

De esta casa madrileña, que antes fue un palacio para el ocio de los ricos, entran y salen ahora los mejores escritores, artistas y pensadores de España, así como los visitantes extranjeros que residen en Madrid o que se encuentran en el país reuniendo material para artículos y libros (…) En ocasiones estos escritores, tanto españoles como extranjeros, dejan la casa para continuar su labor como luchadores, pensadores o artistas en el frente, y ya no regresan (…) Como ven, los artistas y escritores que frecuentaban la Alianza en Madrid no eran de la escuela de la Torre de Marfil. De hecho, les habría sido imposible estar en una Torre de Marfil en Madrid. Los cañones la habrían hecho pedazos.

A finales de diciembre de ese mismo año, y tras haber visitado los frentes, Hughes dejó Madrid y, otra vez a través de Valencia y Barcelona, alcanzó tierra francesa:

Al verme aquel día en Tour de Carol (el primer pueblo de Francia), por primera vez en seis meses lejos del estruendo de los obuses y de las bombas, me senté en la cantina de la estación y pedí una suculenta comida (…) Qué diferencia establece una frontera: a un lado de una línea invisible, comida; al otro, nada. A un lado, paz. Al otro, guerra. A un lado, tranquilidad bajo el sol. Al otro,  el ¡bang! de los obuses, el ulular de las sirenas y el estallido de las bombas sobre ciudades populosas (...) Permanecí a solas en el andén de la pequeña estación aquel luminoso día de diciembre y miré por el valle hacia España pensando en las fronteras, las nacionalidades y la guerra. Me pregunté qué sería del pueblo español que marchaba por la sangrienta cuerda floja de su guerra civil.

### Escritos de Hughes sobre la guerra civil española
La guerra civil española ocupa un apartado significativo en la obra literaria de Langston Hughes. Los fragmentos de sus memorias I Wonder as I Wander nos ofrecen un panorama muy sugestivo del deambular del autor por España en 1937 y sus relaciones no solo con escritores españoles (Alberti, Miguel Hernández) o hispanoamericanos (Nicolás Guillén) sino también con norteamericanos como Ernest Hemingway. 
En cuanto a las crónicas que envió a diversos periódicos estadounidenses, Hughes las escribe con afán militante, para que sus lectores americanos se solidaricen con la República en peligro. Su mensaje es sencillo y hasta repetitivo: en la guerra de España se está debatiendo la lucha por la libertad y, si el fascismo triunfa en España, después se extenderá por el resto de Europa. En esa lucha por la libertad destacan los numerosos héroes anónimos de todas las partes del mundo integrados en las Brigadas Internacionales. Un colectivo de estos voluntarios al que Hughes dedica especial atención está constituido por negros norteamericanos, cuyas vicisitudes por las trincheras republicanas (desde Brunete hasta la batalla del Ebro) describe y comenta como ejemplo y motivo de orgullo para sus lectores. Desde su perspectiva de escritor de color no deja de sorprenderse de la presencia de soldados marroquíes en el ejército de Franco y sobre esa incoherencia llega a discutir con un soldado rebelde marroquí con el que se encuentra en un hospital. Un aspecto muy sugerente del libro es el paralelismo que encuentra entre el flamenco y la música negra americana (el jazz y el blues). Hughes viajó a España con una estupenda colección de discos de jazz, que se escuchaban en los salones de la Alianza de Escritores Antifascistas, y siempre que podía acudía a oír a la Niña de los Peines y a otros artistas flamencos que actuaban en el Madrid asediado por los bombardeos franquistas. 
Finalmente, Hughes escribió alrededor de una docena de poemas sobre España y la Guerra Civil, unos escritos en España y otros a su regreso a los Estados Unidos, ya en las décadas de los cuarenta y cincuenta. Casi todos son de una gran emotividad y fuerza expresiva. A modo de cartas, postales y canciones desde España, merecen colocarse entre los mejores que se han escrito sobre esa desgraciada guerra incivil.

### Langston Hughes yFederico García Lorca
No hay datos ciertos que permitan asegurar que Lorca y Hughes llegaran a conocerse a pesar de que sabemos que en la estancia en Nueva York del poeta granadino este frecuentó a personas que trataron a Hughes muy de cerca, entre ellas la novelista negra Nella Larsen, quien sirvió en más de una ocasión de cicerone al poeta en sus paseos por la ciudad. El propio Lorca contó en su conferencia “Un poeta en Nueva York” (1932) cómo visitó en una ocasión un local entonces muy famoso en Harlem y, frecuentado tanto por blancos como por negros, el Small’s Paradise, club del que Hughes también era asiduo.
También debieron de coincidir en una estancia de ambos en Cuba, en marzo de 1930. Y si los dos se codearon con la intelectualidad de la isla, sería lógico pensar que pudieron encontrarse en algún acto literario o social. Pero por más sugerente que sea la imagen de los dos poetas tratándose en esos momentos, ninguno de ellos dejó constancia por escrito de haberse conocido. De lo que sí hay constancia es de la admiración que Hughes sintió por la obra literaria de Lorca, de la que son prueba sus traducciones al inglés de diversos textos del poeta granadino. Estando en España, con la ayuda de Rafael Alberti y de Manuel Altolaguirre Hughes emprendió la traducción al inglés del Romancero gitano, aunque solo se publicase en EE. UU. el “Romance de la guardia civil”, en 1938. Posteriormente, en 1951, quince de los dieciocho poemas del libro se editaron en “The Beloit Poetry Champbook" con el título de Gipsy Ballads. Para esta traducción Hughes contó con el asesoramiento del hermano del poeta asesinado, Francisco García Lorca, entonces profesor de Columbia University. Hughes llegó a decir de esos poemas que eran “tan bellos que desearía haberlos escrito yo en vez de traducirlos únicamente”. Hughes también vertió al inglés la obra teatral Bodas de sangre, aunque esta traducción no debió llegar a publicarse. 

### Traducciones de Hughes al español
Los primeros poemas sueltos al español de Hughes aparecieron en Latinoamérica en la década de los treinta traducidos por Fernández de Castro, Jorge Luis Borges y Nicolás Guillén. Posteriormente, en la década de los cincuenta, en Argentina se tradujo parte de su obra literaria, casi siempre a cargo de Julio Galer. En la editorial Lautaro apareció en 1952 una selección de poemas. La primera parte de su autobiografía, The Big Sea (1940) se tradujo como El inmenso mar (1946). El otro libro autobiográfico, I Wonder as I Wander (1956) se tradujo en 1959 (editorial Fabril) como Yo viajo por un mundo encantado. Ya en España, se tradujo en el año 2013 con el título de Divago mientras vago y el subtítulo de Un viaje autobiográfico (editorial La Balsa de Medusa, traducción de Mariano Peyrou)). La novela Not Without Laughter (1930) apareció bajo el título de Pero con risas. (Futuro, 1945), y el libro de relatos Laughing to Keep from Crying (1952) se tituló en castellano Riendo por no llorar (Siglo XXI, 1955). Por su parte, Quetzal editó en 1954 la obra teatral Mulato. 
En cuanto a España, la primera referencia a la poesía de Hughes en España aparece en el n.º 3 (agosto-septiembre de 1933) de la revista Octubre, publicada por Rafael Alberti y María Teresa León. En ese número se publican siete “Canciones de los negros de Norteamérica”, que es una selección de poemas anónimos de carácter reivindicativo, y dos poemas de Hughes, “Yo también canto a América” y “Carta a los camaradas del Sur”. Rafael Alberti en sus memorias dice que él mismo tradujo el primero de los poemas. La traducción del segundo se debe a E. Delgado, autor también de una nota a los poemas  en la que, entre otras cosas, se dice: “Ha sido botones de hotel, lavaplatos, obrero de fábrica y marinero. Sus libros de poemas y su novela Not Without Laughter reflejan el drama social de su raza, sus aspiraciones, sus sufrimientos y sus luchas contra la explotación capitalista”. 
Pero al margen de esta breve selección y de alguna otra traducción de poemas sueltos en diferentes revistas literarias, hubo que esperar al año 2004 para que apareciese una antología poética significativa de Hughes: Blues, (Valencia, editorial Pre-Textos), en su versión inglesa y su traducción española. En 2009 La Oficina/BAAM de Madrid editó el volumen Escritos sobre España, que recoge la totalidad de los textos de Hughes sobre España y la guerra civil. 
Para acabar con este repaso, la editorial Escelicer publicó en el año 1964 una traducción de la obra teatral Mulato en versión de Alfonso Sastre. La editorial Argitaletxe Hiru de Fuenterrabía reeditó esta traducción en 1993.
En 2023, la editorial Buenos Aires Poetry publicó poemas de Hughes dentro de la antología Poetas del Renacimiento de Harlem, editada y traducida por Juan Arabia e Ignacio Oliden.

## Obras

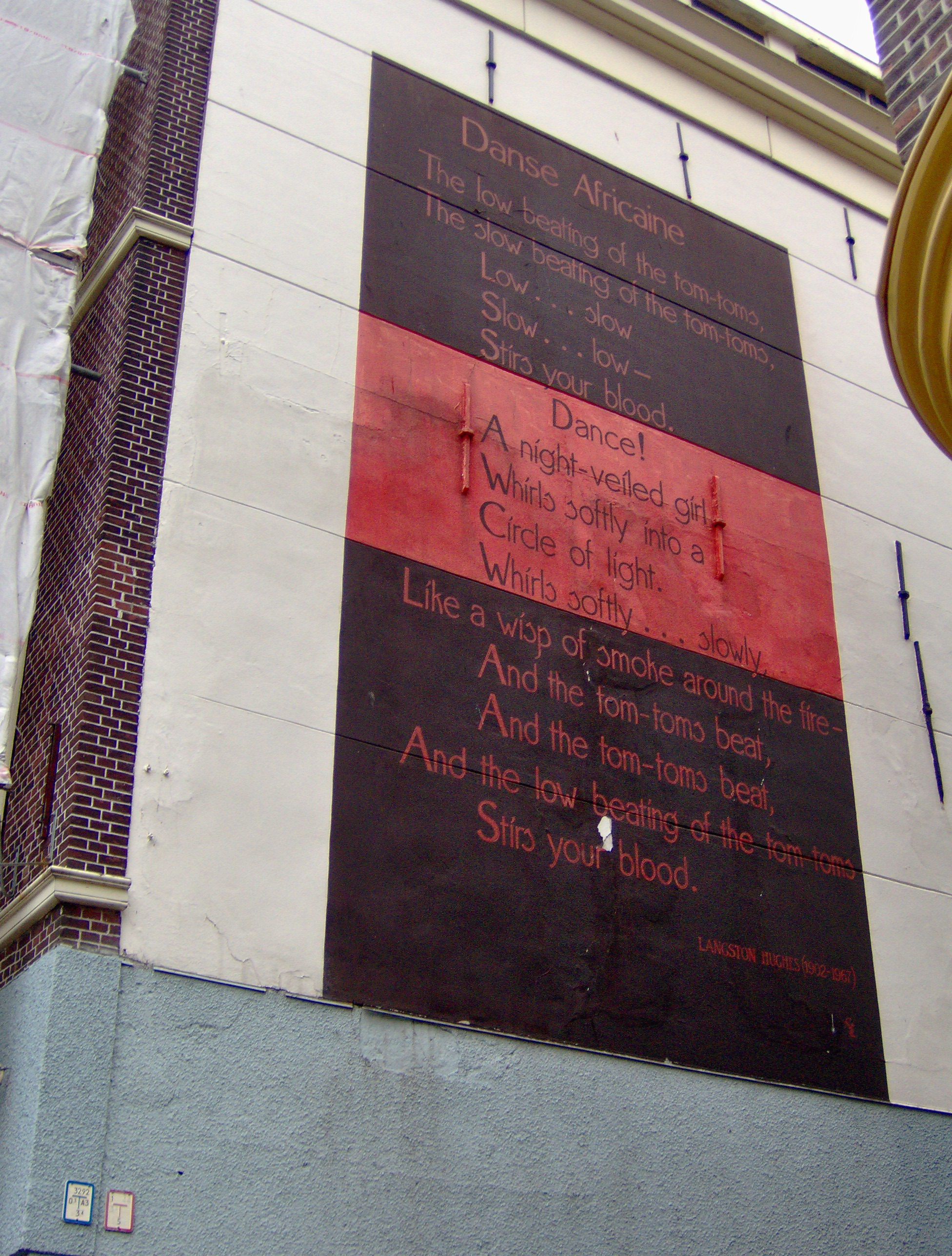
Danse Africaine (Leiden)